# Rudkol
 (juin 2018).
Rudkol (en persan : رودكل romanisé en Rūdkol et en Rood Kal et également connu sous les noms de Rud-Gul et de Rūd Kad) est un village du comté de Rasht de la province de Gilan en Iran. Lors du recensement de 2006, sa population était de 139 habitants pour 41 familles.